# Persone di nome Gastone
| Questa pagina contiene informazioni ricavate automaticamente dalle voci biografiche con l'ausilio del template Bio e di un bot. L'aggiornamento è periodico e automatico e ricostruisce completamente la pagina. Se manca una persona in questa lista, sei pregato di non aggiungerla, ma accertati piuttosto che la sua voce biografica contenga il template Bio e che i dati anagrafici siano correttamente compilati. Se il template Bio manca, inseriscilo tu stesso o, in alternativa, metti l'avviso {{tmp\|Bio}} che ne segnala la mancanza. Se i dati riportati sono sbagliati, correggi direttamente la voce biografica; le modifiche saranno visibili in questa lista entro pochi giorni. Per chiarimenti vedi il progetto antroponimi. La lista contiene solo le 101 persone che sono citate nell'enciclopedia e per le quali è stato implementato correttamente il template Bio. Pagina aggiornata al 7 feb 2025. |

Questa è una lista di persone presenti nell'enciclopedia che hanno il nome Gastone, suddivise per attività principale.

## Allenatori di calcio(1)
- Gastone Bean, allenatore di calcio e ex calciatore italiano (San Canzian d'Isonzo, n. 1936)

## Anatomisti(1)
- Gastone Marotti, anatomista italiano (Vicenza, n. 1935)

## Antifascisti(1)
- Gastone Franchetti, antifascista e partigiano italiano (Garfagnana, n. 1920 - Bolzano, † 1944)

## Arcivescovi cattolici(1)
- Gastone Mojaisky Perrelli, arcivescovo cattolico italiano (Buonalbergo, n. 1914 - Napoli, † 2008)

## Artisti(1)
- Gastone Lanfredini, artista e pittore italiano (Firenze, n. 1923 - Sansepolcro, † 2005)

## Attori(6)
- Gastone Bartolucci, attore italiano (Roma, n. 1923 - Sassari, † 1990)
- Gastone Ciapini, attore italiano (Firenze, n. 1894 - Vigevano, † 1976)
- Gastone Monaldi, attore e drammaturgo italiano (Passignano sul Trasimeno, n. 1882 - Sarteano, † 1932)
- Gastone Moschin, attore italiano (San Giovanni Lupatoto, n. 1929 - Terni, † 2017)
- Gastone Pescucci, attore e doppiatore italiano (Brancaleone, n. 1926 - Roma, † 1998)
- Gastone Renzelli, attore italiano (Roma, n. 1921 - Roma, † 1990)

## Avvocati(1)
- Gastone Costa, avvocato e politico italiano (Loreo, n. 1878 - † 1958)

## Calciatori(19)
- Gastone Baldi, calciatore e allenatore di calcio italiano (Bologna, n. 1901 - Bologna, † 1971)
- Gastone Ballarini, calciatore italiano (Camerano, n. 1937 - Macerata, † 1982)
- Gastone Boni, calciatore e allenatore di calcio italiano (Padova, n. 1914 - Cesena, † 2004)
- Gastone Cazzaniga, calciatore italiano (Milano, n. 1908)
- Gastone Celio, ex calciatore italiano (San Martino di Venezze, n. 1927)
- Gastone Gamba, calciatore italiano (Padova, n. 1909 - Padova, † 1984)
- Gastone Giacinti, ex calciatore italiano (Fossombrone, n. 1945)
- Gastone Innocenti, calciatore italiano (Pescia, n. 1905 - † 1969)
- Gastone Lenzi, calciatore e allenatore di calcio italiano (Bolzano, n. 1927 - Sant'Omero, † 2021)
- Gastone Martelli, calciatore italiano (Santa Maria in Duno, n. 1908 - Sermide, † 1961)
- Gastone Nordio, ex calciatore italiano (Venezia, n. 1929)
- Gastone Novelli, calciatore italiano
- Gastone Perin, ex calciatore italiano (Lonigo, n. 1930)
- Gastone Prendato, calciatore e allenatore di calcio italiano (Padova, n. 1910 - Padova, † 1980)
- Gastone Rizzato, ex calciatore italiano (Padova, n. 1945)
- Gastone Ruzzante, calciatore italiano (Padova, n. 1912)
- Gastone Snidersich, calciatore italiano (n. 1911)
- Gastone Tellini, ex calciatore italiano (Domodossola, n. 1935)
- Gastone Zanon, calciatore italiano (Padova, n. 1924 - Padova, † 2016)

## Ciclisti su strada(2)
- Gastone Brilli-Peri, ciclista su strada, pilota motociclistico e pilota automobilistico italiano (Firenze, n. 1893 - Tripoli, † 1930)
- Gastone Nencini, ciclista su strada italiano (Barberino di Mugello, n. 1930 - Firenze, † 1980)

## Compositori(1)
- Gastone Zotto, compositore e direttore di coro italiano (Saccolongo, n. 1940)

## Condottieri(1)
- Gastone I di Foix-Béarn, condottiero francese (Maubuisson Abbey, † 1315)

## Criminali(1)
- Gastone Serloreti, criminale di guerra e ufficiale italiano (Torino, n. 1905 - Roma, † 1967)

## Designer(1)
- Gastone Rinaldi, designer e calciatore italiano (Padova, n. 1920 - Padova, † 2006)

## Diplomatici(1)
- Gastone Guidotti, diplomatico italiano (Firenze, n. 1901 - † 1982)

## Direttori di banda(1)
- Gastone Lottieri, direttore di banda italiano (Bagnolo Mella, n. 1926 - Manerbio, † 2000)

## Dirigenti sportivi(1)
- Gastone Roversi, dirigente sportivo e arbitro di calcio italiano (Bologna, n. 1923 - † 2021)

## Economisti(1)
- Gastone Miconi, economista, banchiere e dirigente pubblico italiano (n. 1911 - Roma, † 1985)

## Etnomusicologi(1)
- Gastone Pietrucci, etnomusicologo, cantante e direttore artistico italiano (Monsano, n. 1942)

## Generali(1)
- Gastone Gambara, generale italiano (Imola, n. 1890 - Roma, † 1962)

## Giocatori di biliardo(1)
- Gastone Cavazzana, giocatore di biliardo italiano (Rovigo, n. 1943)

## Giornalisti(2)
- Gastone Geron, giornalista, critico teatrale e scrittore italiano (Venezia, n. 1923 - Milano, † 2012)
- Gastone Silvano Spinetti, giornalista e funzionario italiano (n. 1908 - † 1973)

## Giuristi(1)
- Gastone Cottino, giurista, partigiano e politico italiano (Torino, n. 1925 - Torino, † 2024)

## Imprenditori(1)
- Gastone Guerrieri di Mirafiori, imprenditore e politico italiano (Firenze, n. 1878 - Sommariva Perno, † 1943)

## Impresari teatrali(1)
- Gastone Bettanini, impresario teatrale e attore italiano (n. 1914 - † 1993)

## Militari(5)
- Gastone Giacomini, ufficiale e partigiano italiano (Roma, n. 1913 - Riolo Terme, † 1945)
- Gastone Novelli, ufficiale e aviatore italiano (Ancona, n. 1895 - Padova, † 1919)
- Gastone Picchini, militare e aviatore italiano (Padova, n. 1916 - Linares de Mora, † 1938)
- Gastone Pisoni, militare e aviatore italiano (Milano, n. 1906 - Neghelli, † 1936)
- Gastone Simoni, militare italiano (Roma, n. 1917 - El Alamein, † 1942)

## Musicologi(2)
- Gastone Belotti, musicologo italiano (Venezia, n. 1920 - Padova, † 1985)
- Gastone Rossi Doria, musicologo e compositore italiano (Roma, n. 1899 - Roma, † 1958)

## Nobili(9)
- Gastone II di Foix-Candale, nobile francese (n. 1448 - † 1500)
- Gastone di Foix-Béarn, nobile francese († 1381)
- Gastone I di Béarn, nobile franco
- Gastone II di Béarn, nobile franco
- Gastone III di Béarn, nobile francese († 1054)
- Gastone V di Béarn, nobile francese († 1170)
- Gastone di Foix-Navarra, nobile (n. 1444 - Libourne, † 1470)
- Gastone di Lorena, nobile francese (Parigi, n. 1721 - Strasburgo, † 1743)
- Gastone d'Orléans, nobile francese (Neuilly-sur-Seine, n. 1842 - Rio de Janeiro, † 1922)

## Organisti(1)
- Gastone De Zuccoli, organista e compositore italiano (Trieste, n. 1887 - Trieste, † 1958)

## Partigiani(5)
- Gastone De Nicolò, partigiano italiano (Roma, n. 1925 - Roma, † 1944)
- Gastone Malaguti, partigiano, sindacalista e antifascista italiano (Bologna, n. 1926)
- Gastone Piccinini, partigiano italiano (Trieste, n. 1915 - Bologna, † 1994)
- Gastone Rossi, partigiano italiano (Marzabotto, n. 1928 - Marzabotto, † 1944)
- Gastone Velo, partigiano italiano (Feltre, n. 1923 - Castello Tesino, † 1944)

## Pittori(4)
- Gastone Biggi, pittore, scrittore e poeta italiano (Roma, n. 1925 - Langhirano, † 2014)
- Gastone Breddo, pittore italiano (Padova, n. 1915 - Calenzano, † 1991)
- Gastone Canessa, pittore italiano (Livorno, n. 1920 - Firenze, † 1975)
- Gastone Novelli, pittore e docente italiano (Vienna, n. 1925 - Milano, † 1968)

## Politici(7)
- Gastone Angelin, politico e partigiano italiano (Venezia, n. 1930 - † 2018)
- Gastone Colussi, politico italiano (Zoldo Alto, n. 1903)
- Gastone Nencioni, politico italiano (Pontedera, n. 1910 - Milano, † 1985)
- Gastone Parigi, politico italiano (Este, n. 1931 - Pordenone, † 2010)
- Gastone Pasolini, politico e sindacalista sammarinese (Città di San Marino, n. 1932 - Borgo Maggiore, † 2016)
- Gastone Savio, politico italiano (Solferino, n. 1934)
- Gastone Sozzi, politico italiano (Cesena, n. 1903 - Perugia, † 1928)

## Principi(1)
- Gastone d'Orléans, principe francese (Fontainebleau, n. 1608 - Blois, † 1660)

## Progettisti(1)
- Gastone Garziera, progettista italiano (Sandrigo, n. 1942)

## Psichiatri(1)
- Gastone Canziani, psichiatra e psicologo italiano (Trieste, n. 1904 - Palermo, † 1986)

## Scenografi(1)
- Gastone Medin, scenografo italiano (Spalato, n. 1905 - Velletri, † 1973)

## Schermidori(1)
- Gastone Darè, schermidore, dirigente sportivo e politico italiano (Suzzara, n. 1918 - Mantova, † 1977)

## Scrittori(2)
- Gastone Razzaguta, scrittore, pittore e critico d'arte italiano (Livorno, n. 1890 - Livorno, † 1950)
- Gastone Simoni, scrittore italiano (Omegna, n. 1899 - Roma, † 1966)

## Sollevatori(1)
- Gastone Pierini, sollevatore italiano (Ancona, n. 1899 - São Bernardo do Campo, † 1967)

## Storici(1)
- Gastone Manacorda, storico italiano (Roma, n. 1916 - Roma, † 2001)

## Tenori(1)
- Gastone Limarilli, tenore italiano (Nervesa della Battaglia, n. 1927 - Caerano di San Marco, † 1998)

## Vescovi(1)
- Vedasto di Arras, vescovo francese (Villac, n. 453 - Arras, † 540)

## Vescovi cattolici(1)
- Gastone Simoni, vescovo cattolico italiano (Castelfranco di Sopra, n. 1937 - Fiesole, † 2022)

## Senza attività specificata(7)
- Gastone II di Foix-Béarn, conte (n. 1308 - Siviglia, † 1343)
- Gastone IV di Béarn, cavaliere medievale francese (Valencia, † 1131)
- Gastone VI di Béarn, francese (n. 1171 - † 1214)
- Gastone VII di Béarn, francese (n. 1225 - Maiorca, † 1290)
- Gastone IV di Foix, conte (n. 1422 - Roncisvalle, † 1472)
- Gastone III Febo, conte (Orthez, n. 1331 - Sauveterre-de-Béarn, † 1391)
- Gastone de Murols, spagnolo (Spagna - † 1172)